# Гросе-Лабер
Гросе-Лабер (нем. Große Laber) — река в Германии, правый приток Дуная.

## Описание
Речной индекс 156. Река образуется в окрестностях Фолькеншванда (район Кельхайм, Бавария). Впадает в Дунай в окрестностях Штраубинга.
Длина реки 87,50 км, площадь бассейна 874,80 км². Высота истока 485 м. Высота устья 315 м.
Эта река стала широко известна после битвы, произошедшей на её берегах близ города Экмюль 21—22 апреля 1809 года, в ходе Войны Пятой коалиции между французами, баварцами, вюртембергцами под командованием Наполеона и австрийской армией под командованием эрцгерцога Карла, в результате которой последний потерпел поражение, а на поле брани погибло почти двадцать тысяч человек с той и другой стороны.
Бонапарт, в знак признания большого вклада маршала Луи Никола Даву в победу, присвоил ему титул герцога Экмюльского.